# 三添桂子
三添 桂子（みぞえ けいこ、1984年3月10日 - ）は、日本のモデル。
ファッションブランドジーザスディアマンテの元社員であり、その傍ら『小悪魔ageha』にモデルとして登場。ジーザスディアマンテの新宿店に勤務し、「けいこさん」や「けいこ姫」の愛称を持つカリスマ店長として様々なメディアに登場し、姫系ファッションを広く知らしめる存在となった。
157cm、O型。
『小悪魔ageha』を去ってのちは妊娠中の身体を携え同誌の姉妹誌『姉ageha』に移行。「けいこ」の活動名と「けいこ姫」の愛称で特に知られる『元祖姫系モデル』。

## 来歴
滋賀県甲賀市に出生。小学生の頃から女の子らしい洋服が好きで、好きなことを仕事にしたいという思いから、18歳でアパレル業界での仕事を開始。2004年からジーザスディアマンテに入社した。

### カリスマ店長
店長に昇格した2006年以降は様々なメディアに登場し注目を集めることとなった。雑誌『小悪魔ageha』ではモデルとして毎号登場し、特集を組まれるなど、多くの読者から支持を集めた。
『東京カワイイ★TV』や『SmaSTATION!!』や『ひみつの嵐ちゃん!』などのテレビ番組で、ジーザスディアマンテを中心とした姫系ファッションを取り上げた回にも登場。日本だけに留まらず、『TIME』で姫系ファッションが取り上げられた際にも自身の写真とともに掲載され、世間の注目を集める自身の心境をコメントするなどした。
「お休みの日以外は全て仕事一色だったから、このへんで1回リセットして自分のペースを取り戻したくなった」とのことで、2009年の8月をもって、4年間勤務したジーザスディアマンテを退職。4年間で担当した客は約1500人であった。

### 『小悪魔ageha』
『小悪魔ageha』誌上への登場は同誌2009年11月号までとなった。この号で結婚のために地元の滋賀に帰ること、改姓によって新たな氏名が寺田桂子となることなどを発表。同時に無期限の休養に入り、翌2010年の7月号にて、結婚相手が15歳時から交際していたという同郷の2歳年上の整体師の男性であることを発表。そして同年11月には『小悪魔ageha』の増刊号『お姉さんになった!!! 小悪魔ageha×Happie nuts×I Love mama』の表紙に荒木さやかとともに登場。実家のある滋賀で新婚生活を送っていたさなかでの登場で、その誌面では妊娠中（9ヶ月）の身体でのヌードいわゆる「マタニティヌード」を披露するなどした。

### 『姉ageha』
『姉ageha』誌で活動中の2011年に第二子を妊娠。翌2012年2月発売の同誌3月号でその旨の発表を行っている。